# 1976 في التلفزيون البريطاني
هذه قائمة بالأحداث المتعلقة التي حدثت بالتلفزيون البريطاني عام 1976.

## الأحداث

### يناير
- 2 كانون الثاني (يناير) - أغلقت شيفيلد كابليفيجن أبوابها عند نفاد الأموال.[1]

### فبراير
- 4 فبراير - بدأت برامج الصباح الباكر من الجامعة المفتوحة على BBC1 ، مع بث الإلكترونات في الساعة 7:05 صباحا. سيتم عرضه فقط على أجهزة الإرسال ذات الخط UHF 625.[2]

### مارس
- لا أحداث.

### أبريل
- 3 أبريل - فازت جماعة Brotherhood of Man ، التي تمثل المملكة المتحدة، بأغنيتها " Save Your Kisses for Me " في مسابقة Eurovision للأغاني الحادية والعشرين.
- 5 أبريل - عادت باتريشيا فينيكس إلى دور إلسي تانر في شارع التتويج بعد غياب دام ثلاث سنوات.
- 6 أبريل - تاريخ البث الأصلي المقرر لمسرحية دنيس بوتر اليوم الكبريت والسمسم . تم سحب الفيلم من البث على BBC1 بسبب الجدل حول محتواه، بما في ذلك اغتصاب امرأة من قبل الشيطان. تم عرضه في النهاية على BBC1 في عام 1987، بعد أن تم تحويله إلى فيلم من بطولة Sting في عام 1982.
- 7 أبريل - قامت مارجوت براينت بآخر ظهور لها في دور ميني كالدويل في شارع التتويج .

### مايو
- 2 مايو - العرض التلفزيوني البريطاني الأول لفيلم جيمس بوند من روسيا مع الحب على قناة ITV.[3]
- مايو - أعيد تنظيم London Weekend Television لتشكيل شركة جديدة "LWT (Holdings) Limited".[4] مما سمح للشركة بالتوسع في عدد من المشاريع الجديدة، بما في ذلك Hutchinson Publishing .

### يونيو
- لا أحداث.

### يوليو
- 1 يوليو - ظهرت سلسلة الخيال العلمي الأمريكية The Bionic Woman لأول مرة على قناة ITV ووصلت إلى المركز الأول في التصنيفات. - حدث غير مسبوق تقريبًا لسلسلة خيال علمي.
- 17 يوليو - 1 أغسطس - تقدم بي بي سي تغطية حية مكثفة للألعاب الأولمبية الصيفية لعام 1976 . يبث BBC1 في الساعة الأولى لتقديم تغطية حية لأحداث السباحة وألعاب القوى مع أبرز الأحداث الليلية وتغطية الرياضات الأخرى التي تظهر بعد ظهر اليوم التالي.
- 26 يوليو - أصبحت Channel Television آخر منطقة ITV تبدأ البث بالألوان على الرغم من أنه لم يتم إنتاج جميع برامجها المحلية بالألوان إلا في العام التالي.[5]

### أغسطس
- لا أحداث.

### سبتمبر
- 6 سبتمبر
  - يستبدل نورثرن لايف برنامج Today at Six كبرنامج إخباري إقليمي لـ Tyne Tees.
  - جورج وميلدريد ، وهو جزء من المسلسل الكوميدي Man About the House لأول مرة على ITV.

### أكتوبر
- 22 أكتوبر - مسلسل The Avengers الشهير في ستينيات القرن الماضي يعود باسم The New Avengers - أول حلقة له منذ سبع سنوات
- 23 أكتوبر - إليزابيث سلادين تترك دكتور هو . لن يتم الكشف عن الأحداث التي أعقبت رحيلها حتى ظهورها مرة أخرى بعد 30 عامًا.

### نوفمبر
- 3 نوفمبر - العرض التلفزيوني البريطاني الأول لفيلم جيمس بوند Goldfinger على قناة ITV. [3]
- 11 نوفمبر - تؤدي حلقة "Gwen Troake's Banquet" من المسلسل التلفزيوني الواقعي The Big Time في غضون أسبوعين إلى إنهاء عقد Fanny Cradock مع BBC بسبب موقفها الراعي تجاه طاهٍ هاوٍ.

### ديسمبر
- لا أحداث.

### غير معروف
- تنتهي المرحلة التجريبية لـ Swindon Viewpoint عندما تقرر EMI الانسحاب من تمويل الخدمة. ومع ذلك، استمرت القناة بعد بيعها للجمهور في Swindon مقابل 1 جنيه إسترليني.
- سلسلة من كوميديا الموقف The Melting Pot ، كتبها (وبطولة) سبايك ميليغان (مع نيل شاند)، تم تسجيلها لـ BBC2 ولكن لم يتم بثها أبدًا.

## لأول مرة

### بي بي سي الأولى
- 4 يناير - الأمير والفقير (1976)
- 5 يناير - بادينجتون (1976-1993)
- 6 يناير - رينتاغوست (1976–1984)
- 7 يناير - ماركو ، 3000 فرسخ للبحث عن الأم
- 8 يناير - عندما يأتي القارب (1976-1981)
- 21 يناير - كيزي (1976)
- 26 يناير - Ivor the Engine (1976–1977)
- 29 فبراير رحلة مالك الحزين (1976)
- 14 أبريل - جون مكناب (1976)
- 27 مايو - الحكم الثاني (1976)
- 31 مايو - مايك ياروود في الأشخاص (1976-1981)
- 4 سبتمبر - دوقة شارع ديوك (1976-1977).
- 5 سبتمبر - لورنا دون (1976)
- 8 سبتمبر - سقوط وصعود ريجنالد بيرين (1976–1979)
- 9 سبتمبر - العصابات (1976–1979)
- 13 سبتمبر -
  - نوح ونيللي في. . . SkylArk (1976)
  - قصر صور الخزاف (1976–1978)
- 2 أكتوبر - محل مقايضة متعدد الألوان (1976–1982)
- 10 أكتوبر - كاتي (1976)
- 9 نوفمبر - المهاجرون (1976)
- 21 نوفمبر - اللورد الصغير فاونتليروي (1976)

### بي بي سي الثانية
- 7 يناير - تمزيق الخيوط (1976–1979)
- 21 يناير - الجوائز المتلألئة (1976)
- 4 فبراير - عرض مايك ريد (1976–1978)
- 17 فبراير - رجل واحد وكلبه (1976 حتى الآن)
- 20 فبراير - فتح كل الساعات (BBC2 1976 ، BBC1 1981–1982، 1985، 2013)
- 1 مارس - صديقنا المشترك (1976)
- 19 مارس - معركة الجنسين (1976)
- 16 يوليو - أوردي وينجيت (1976)
- 20 سبتمبر - أنا، كلوديوس (1976)
- 24 سبتمبر - حسنًا على أي حال (1976)
- 3 ديسمبر - Brensham People (1976)
- 13 ديسمبر - سيدة الكاميليا (1976)

### آي تي في￼
- 1 يناير - Clayhanger (1976)
- 2 يناير - البيت الجورجي (1976)
- 4 يناير - مكان للاختباء (1976)
- 7 يناير - حياة وموت بينيلوب (1976)
- 9 يناير -
  - باقة الأسلاك الشائكة (1976)
  - يوسف عزيزي (1976)
  - نعم بصراحة (1976-1977)
- 11 يناير - يوم الرسالة الحمراء (1976)
- 19 يناير - مرحبا تشيكي (1976)
- 15 فبراير - دومينيك (1976)
- 17 مارس - The Molly Wopsies (1976)
- 26 مارس - 4 أيدي عاطلة (1976)
- 1 أبريل - Garnock Way (1976–1979)
- 6 أبريل - مسرحيات لبريطانيا (1976)
- 9 أبريل - فوسترز (1976-1977)
- 28 أبريل -
  - أشباح موتلي هول (1976-1978)
  - ويستواي (1976)
- 19 مايو - المعرفة الخطرة (1976)
- 30 مايو - بيج بوي الآن! (1976-1977)
- 6 يونيو - القتل (1976)
- 13 يونيو - عملية التصحيح (1976)
- 21 يونيو - الأفعى ذات الريش (1976–1978)
- 30 يونيو - القتلة (1976)
- 1 يوليو - المرأة الآلية (1976-1978 ، 2007)
- 3 يوليو -
  - لا أحد يفعل ذلك مثل مارتي (1976)
  - الرجل XYY (1976–1977)
- 18 يوليو - لا تنسوني (1976)
- 13 أغسطس - ماجي وهير (1976-1979)
- 31 أغسطس - عالم كيلا للكوميديا (1976)
- 1 سبتمبر - ستار مايدنز (1976)
- 2 سبتمبر - اعترافات Howerd (1976)
- 3 سبتمبر -
  - لاكي فيلر (1976)
  - العديد من زوجات باتريك (1976-1978)
  - فضائح فيكتورية (1976)
- 5 سبتمبر - عرض الدمى المتحركة (1976–1981)
- 6 سبتمبر -
  - جورج وميلدريد (1976-1979)
  - الحياة الشمالية (1976-1992)
- 16 سبتمبر - The Crezz (1976)
- 20 سبتمبر - شجرة الأرز (1976–1978)
- 27 سبتمبر -
  - Chorlton and the Wheelies (1976–1979)
  - منزل لا أحد (1976)
- 28 سبتمبر - ديكنز لندن (1976)
- 14 أكتوبر - NUTS (1976)
- 16 أكتوبر - الوحوش (1976)
- 19 أكتوبر - المنتقمون الجدد (1976-1977)
- 15 نوفمبر - بولين كويركس (1976)
- 22 تشرين الثاني (نوفمبر) - Yanks Go Home (1976–1977)
- 30 ديسمبر - ليتل بلو (1976–1979)
- غير معروف - ما الجديد؟ (1976–1978)

## البرامج التلفزيونية المستمرة
^[e]يشير إلى أن هذا العرض يحتوي على حدث ذي صلة في قسم الأحداث أعلاه.

### عشرينيات القرن الماضي
- بي بي سي ويمبلدون (1927-1939، 1946-2019، 2021 حتى الآن)

### الثلاثينيات
- سباق القوارب (1938-1939، 1946-2019)
- بي بي سي للكريكيت (1939، 1946-1999، 2020-2024)

### الأربعينيات
- تعال للرقص (1949-1998)

### الخمسينيات
- بانوراما (1953 حتى الآن)
- الأيام الخوالي (1953-1983)
- هذه حياتك (1955-2003)
- ممتاز جدا (1955-1984، 2020 إلى الوقت الحاضر)
- تقرع الفرصة (1956-1978)
- ماذا تقول الأوراق (1956-2008)
- السماء في الليل (1957 إلى الوقت الحاضر)
- بلو بيتر (1958 إلى الوقت الحاضر)
- المدرج (1958-2007)

### الستينيات
- شارع التتويج (1960 حتى الآن) [e]
- أغاني التسبيح (1961 - حتى الآن)
- سيارات زي (1962-1978)
- مفترق طرق (1964-1988، 2001-2003)
- مدرسة اللعب (1964-1988)
- السيد والسيدة (1964-1999، 2008-2010، 2012 حتى الآن)
- اتصل بي بلاف (1965-2005)
- عالم الرياضة (1965-1985)
- العقعق (1968-1980)
- عرض بيني هيل (1969-1989)
- دكتور هو (1963-1989، 1996، 2005 حتى الآن)
- توب أوف ذا بوبس (1964-2006)
- مباراة اليوم (1964 حتى الآن)
- عالم الرياضة (1965-1985)
- Jackanory (1965-1996، 2006 حتى الآن)
- سبورتس نايت (1965-1997)
- برنامج المال (1966 حتى الآن)
- جيش أبي (1968-1977)
- العقعق (1968-1980)
- المباراة الكبيرة (1968-2002)
- على الصعيد الوطني (1969-1983)
- اختبار الشاشة (1969-1984)

### السبعينيات
- لعب اليوم (1970-1984) [e]
- اختبار صافرة غراي القديمة (1971-1987)
- The Two Ronnies (1971–1987، 1991، 1996، 2005)
- هل يتم خدمتك؟ (1972-1985)
- قوس قزح (1972-1992، 1994-1997)
- إمرديل فارم (1972 حتى الآن)
- جون كرافن نيوزراوند (1972 حتى الآن)
- آخر نبيذ الصيف (1973-2010)
- النجوم (1973-1985، 2003-2005)
- شعب الغد (1973-1979، 1992-1995)
- تيسواس (1974–1982)
- أتمنى لو كنت هنا...؟ (1974-2003)
- أرينا (1975 إلى الوقت الحاضر)
- جيم سوف يصلحه (1975-1994)
- الناجون (1975-1977)
- الحياة الجيدة (1975–1978)
- المرأة الآلية (1976–1978، 2007) [e]
- بوب كويست (1975–1978)
- الهارب (1975-1981)
- الفضاء: 1999 (1975–1977)
- الأسرع من الصوت (1975–1977)
- سويني (1975-1978)
- الوحوش الصغيرة (1975-1978)
- ميلتون المجهري (1975-1981)
- ساحات المشاهير (1975-1979، 1993-1997، 2014 إلى الوقت الحاضر)

## إنتهت في عام 1976
- غير معروف
  - تلفزيون روتلاند ويك إند (1975–1976)
  - نوح ونيللي في. . . SkylArk (1976)
- 22 كانون الثاني (يناير) - أحب جارك (1972-1976)
- 10 فبراير - ظلال جرين (1975–1976)
- 26 مارس - فتح كل الساعات (1976 ، 1981-1982، 1985، 2013)
- 7 أبريل - رجل عن المنزل (1973-1976).
- 1 يجوز - ديكسون دوك جرين (1955-1976)
- 31 مايو - نحلة العسل (1975-1976)
- 1 ديسمبر - ستار مايدنز (1976)

## المواليد
- 19 يناير - مارشا توماسون، ممثلة
- 21 يناير - إيما بونتون، موسيقي ومقدمة برامج تلفزيونية
- 28 يناير - لي إنجليبي، ممثل
- 3 فبراير - كارولين بيلتون، صحفية ومذيعة أخبار
- 8 فبراير - أبي تيتمس مذيع تلفزيوني وعارض أزياء
- 10 فبراير - كيلي هاوز، ممثلة
- 12 فبراير - جيني فالكونر، مقدمة تلفزيونية
- 2 مارس - هيلين لاثام، ممثلة
- 21 مارس - سيلينا هنشكليف، مقدمة برامج رياضية تلفزيونية
- 18 أبريل - شون ماجواير، ممثل ومغني
- 27 أبريل - سالي هوكينز، ممثلة إنجليزية
- 14 مايو - مارتين ماكوتشين، ممثلة ومغنية
- 5 يونيو
  - راشيل ليسكوفاك، ممثلة
  - روس نوبل، كوميدي
- 13 يونيو - كيم مارش، ممثلة ومغنية
- 8 يوليو - أليكس فليتشر، ممثلة
- 12 يوليو - آنا فريل، ممثلة
- 13 يوليو - ليزا رايلي، ممثلة ومقدمة برامج تلفزيونية
- 19 يوليو
  - إيلي كريسيل، صحفي ومقدم أخبار
  - بنديكت كومبرباتش، ممثل
- 8 أغسطس - لورا كوينسبرج، صحفية سياسية
- 9 أغسطس - رونا ميترا، ممثلة
- 6 سبتمبر - نعومي هاريس، ممثلة
- 7 سبتمبر - ناتاشا كولينز، ممثلة وعارضة أزياء (توفي عام 2008)
- 23 سبتمبر - روب جيمس كولير، ممثل وعارضة أزياء
- 21 أكتوبر - أندرو سكوت، ممثل
- 23 أكتوبر - كات ديلي، مذيعة تلفزيونية
- 1 نوفمبر - بيث كوردينجلي، ممثلة
- 8 ديسمبر - دومينيك موناغان، ممثل
- غير معروف - بريان كيركوود، منتج تلفزيوني

## حالات الوفاة
- 26 أبريل - سيد جيمس، ممثل وكوميدي
- 19 أغسطس - أليستر سيم، ممثل